# Sœurs Bergerot
Les sœurs Bergerot sont un groupe de résistantes françaises qui ont joué un rôle important pendant la Seconde Guerre mondiale. Trois sœurs d'une famille profondément touchée par les guerres, Marie-Louise, Marguerite et Cécile Bergerot, se sont engagées dans la Résistance à l'occupation allemande.

## Biographie
Les trois sœurs Bergerot sont nées dans une famille bourgeoise et militaire. Leur père, Jean-Marie Samuel Bergerot (1848-1899), est un officier d'infanterie de l'Armée française, tandis que leur mère, Marie Couturier de Varsan (1852-1938), est issue d'une famille littéraire et commerciale. 
Suzanne Marie-Louise naît le 9 février 1882 à Limoges, Marie-Geneviève Marguerite voit le jour le 25 mars 1886 à Apremont-la-Forêt (Meuse), et Élisabeth Cécile naît le 16 mai 1893 à Chalon-sur-Saône.
Après avoir subi les pertes du mari de Marie-Louise et de leurs deux frères lors de la Première Guerre mondiale,, les trois sœurs décident de rester vivre ensemble, dans leur domaine de Villevieux, près de Lons-le-Saunier, dans le Jura.
En 1942, les sœurs Bergerot, alors âgées de 60, 56 et 49 ans, rejoignent la Résistance. Elles jouent un rôle essentiel en hébergeant des résistants et des fugitifs, aidant à organiser des parachutages et fournissant un soutien médical. Leur domaine, le château de Villevieux, est devenu un lieu de passage pour de nombreux membres de la Résistance, des aviateurs alliés et des chefs de mouvements de résistance, parmi lesquels Yvon Morandat, Emmanuel d’Astier de la Vignerie, Henri Frenay, Lucie et Raymond Aubrac, Jean Moulin, à plusieurs reprises, le Général Delestraint, et bien d'autres,,,,.
Après la guerre, les sœurs Bergerot voient leur contribution à la Résistance reconnue. Elles reçoivent toutes les trois la médaille de la Résistance française (avec rosette pour Marguerite et Cécile Bergerot),, et la Légion d'honneur pour Cécile Bergerot.
Les trois sœurs décèdent en 1964 (Marie-Louise), en 1969 (Marguerite) et en 1977 (Cécile).

## Distinctions
Distinctions de Marie-Louise Bergerot :
- Médaille militaire[11] ;
- Médaille de la Résistance française (décret du 6 septembre 1945)[8].

Distinction de Marguerite Bergerot :
- Médaille de la Résistance française, avec rosette (décret du 24 avril 1946)[9].

Distinctions de Cécile Bergerot :
- Chevalier de la Légion d'honneur (1977)[1],[12],[11],[Note 1], remise par Paul Rivière, compagnon de la Libération[11] ;
- Croix de guerre 1939–1945[11] ;
- Médaille de la Résistance française, avec rosette (décret du 24 avril 1946)[10].

## Témoignage
Raymond Aubrac, qui a été hébergé pendant la guerre chez les sœurs Bergerot, témoigne au cimetière de Villevieux en 2009 : 

« Il est inutile de vous dire combien je suis ému d’être ici devant les tombes des trois dames Bergerot. C’étaient des personnages incroyables. Il est impossible de les classer dans le temps, ce sont des personnages intemporels, ce sont des femmes qui ont toujours existé, dans toutes les guerres, dans toutes les difficultés, dans toutes les aventures humaines, et ce sont des femmes comme je le crois il en existera toujours. Finalement c’est un extraordinaire privilège de les avoir connus et d’avoir bénéficié de leur générosité. »

## Vie privée
Marie-Louise épouse Fernand Würtz (1877-1915) le 6 février 1906 dans le 15e arrondissement de Paris. Ce dernier, capitaine au 130e régiment d'Infanterie, meurt pour la France en 1915. Le couple n'a pas d'enfant.
Marguerite et Cécile sont célibataires, sans enfant.

## Fonds d'archives
- Dossier administratif de résistante de Marie-Louise Bergerot (ép. Wïrtz) au Service historique de la Défense : cote GR 16 P 49973[13] ;
- Dossier administratif de résistante de Marguerite Bergerot au Service historique de la Défense : cote GR 16 P 49970[14] ;
- Dossier administratif de résistante de Cécile Bergerot au Service historique de la Défense : cote GR 16 P 49966[15] ;